# Fernmeldeturm Petersberg

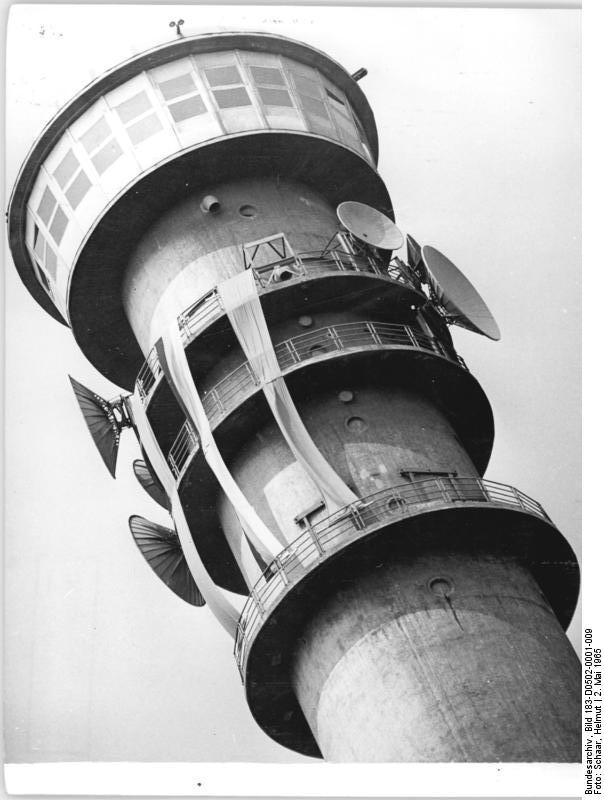
Fernmeldeturm auf dem Petersberg kurz nach der Eröffnung, 2. Mai 1965

Der Fernmeldeturm Petersberg wurde 1963 bis 1965 von der Deutschen Post auf dem Petersberg bei Halle neben den bestehenden Richtfunkturm (A-Turm) erbaut.
Grund für seine Errichtung war der Ausbau und Übertragungsverbesserung der Richtfunkstrecke Südwestring (Berlin-Roitzsch-Petersberg-Kulpenberg-Brocken / Berlin-Roitzsch-Petersberg-Kulpenberg-Erfurt-Inselsberg-Bleßberg). Seit der Übernahme durch die Deutsche Bundespost, später Deutsche Telekom und danach Deutsche Funkturm wird der Fernmeldeturm zur Verbreitung von mehreren Rundfunkprogrammen für den Großraum Halle (Saale) betrieben. Senderbetreiber für digitales Radio ist die Media Broadcast, für analoges Radio die DIVICON MEDIA. Allgemein wird der Standort des Fernmeldeturmes auch als Halle (Wallwitz-Petersberg) bezeichnet.

## Frequenzen und Programme

### Analoges Radio (UKW)
Beim Antennendiagramm sind im Falle gerichteter Strahlung die Hauptstrahlrichtungen in Grad angegeben.
| Frequenz (MHz) | Programm           | RDS PS            | RDS PI                | Regionalisierung | ERP (kW) | Antennen- diagramm rund (ND) / gerichtet (D) | Polarisation horizontal (H) / vertikal (V) |
| -------------- | ------------------ | ----------------- | --------------------- | ---------------- | -------- | -------------------------------------------- | ------------------------------------------ |
| 93,5           | Radio Brocken      | BROCKEN_          | D3D8                  | Halle (Saale)    | 5        | D (230–180°)                                 | H                                          |
| 95,3           | MDR Aktuell        | __MDR___ AKTUELL_ | D3D5                  | –                | 2        | D (20–90°, 140–260°, 290–320°)               | H                                          |
| 95,9           | Radio Corax        | _corax__          | 14D2                  | –                | 1        | D (330–30°, 150–250°)                        | H                                          |
| 100,8          | MDR Sachsen-Anhalt | MDR_S-AN          | D5D1                  | Halle (Saale)    | 5        | ND                                           | H                                          |
| 103,3          | Radio SAW          | _S_A_W__ _S*A*W__ | D4D9 (regional), D3D9 | Halle (Saale)    | 5        | ND                                           | H                                          |
| 104,4          | MDR Sputnik        | _SPUTNIK          | D3D4                  | –                | 10       | D (120–270°, 320–10°)                        | H                                          |

### Digitales Radio (DAB / DAB+)
DAB wird in vertikaler Polarisation und im Gleichwellenbetrieb mit anderen Sendern ausgestrahlt.
| Block                       | Programme (Datendienste) | ERP (kW) | Antennen- diagramm rund (ND), gerichtet (D) | Gleichwellennetz (SFN) |
| --------------------------- | --- | -------- | ------------------------------------------- | --- |
| 5C DRDeutschland (D__00188) | DAB-Block der Media Broadcast: - Absolut relax (72 kbps) - Dlf (104 kbps) - Dlf Kultur (112 kbps) - Dlf Nova (104 kbps) - DRadio DokDeb (48 kbps) - Energy Digital (72 kbps) - ERF Plus (64 kbps) - Klassik Radio (72 kbps) - Radio Bob (72 kbps) - Radio Horeb (48 kbps) - Radio Schlagerparadies (64 kbps) - Schwarzwaldradio (64 kbps) - sunshine live (72 kbps) - DRadio Daten (32 kbps Daten) - EPG Deutschland (16 kbps Daten) - TPEG (16 kbps Daten) - TPEG_MM (16 kbps Daten) | 10       | ND                                          | - Baden-Württemberg: Aalen, Baden-Baden (Fremersberg), Bad Mergentheim, Blauen, Brandenkopf, Donaueschingen, Feldberg im Schwarzwald, Freiburg (Vogtsburg-Totenkopf), Geislingen (Oberböhringen), Großerlach (Hohe Brach), Heidelberg (Königstuhl), Heilbronn (Schweinsberg), Hochrhein (Rickenbach), Hornisgrinde, Pforzheim (Schömberg-Langenbrand), Raichberg, Ravensburg (Höchsten), Reutlingen, Stuttgart (Frauenkopf), Ulm (Kuhberg) - Bayern: Amberg (Hirschau), Aschaffenburg (Pfaffenberg), Augsburg (Hotelturm), Bad Tölz (Gaißach), Bamberg (Geisberg), Büttelberg, Brotjacklriegel, Dillberg, Grünten, Herzogstand, Hochberg (Traunstein), Hoher Bogen, Inntal (Ebbs), Ingolstadt (Gelbelsee), Kreuzberg/Rhön, Landshut (Altdorf), München (Olympiaturm), Nennslingen (Büchelberg), Nürnberg, Oberammergau, Ochsenkopf, Passau, Pfänder, Pfaffenhofen, Pfarrkirchen, Pfronten, Regensburg (Hohe Linie), Unterringingen, Untersberg, Wendelstein (Bayrischzell), Würzburg (Frankenwarte) - Berlin: Berlin (Alexanderplatz), Berlin (Scholzplatz) - Brandenburg: Bad Belzig, Booßen, Brandenburg/Havel, Calau, Casekow, Cottbus, Eisenhüttenstadt, Petkus, Pritzwalk, Templin - Bremen: Bremen (Walle), Bremerhaven-Schiffdorf - Hamburg: Hamburg (Moorfleet), Hamburg (Heinrich-Hertz-Turm) - Hessen: Bad Hersfeld (Rimberg), Biedenkopf (Sackpfeife), Fulda (Hummelskopf), Frankfurt (Europaturm), Gelnhausen (Schnepfenkopf), Gießen (Dünsberg), Großer Feldberg, Hardberg, Hohe Wurzel, Hoher Meißner, Kassel (Habichtswald), Mainz-Kastel - Mecklenburg-Vorpommern: Garz (Rügen), Güstrow, Malchin, Neubrandenburg-Süd, Rostock (Toitenwinkel), Röbel, Schwerin (Zippendorf-Gr.Dreesch), Torgelow, Wismar/Rüggow, Züssow - Niedersachsen: Aurich-Popens, Braunschweig (Broitzem), Braunschweig (Drachenberg), Cuxhaven-Stadt, Dannenberg, Göttingen (Bovenden-Osterberg), Hannover (Telemax), Lingen, Lüneburg-Neu Wendhausen, Molbergen-Peheim, Osnabrück (Bramsche-Schleptruper Egge), Hildesheim (Sibbesse), Steinkimmen, Uelzen, Visselhövede, Wilhelmshaven - Nordrhein-Westfalen: Aachen (Karlshöhe), Bielefeld (Hünenburg), Bonn (Venusberg), Dortmund (Florianturm), Düsseldorf (Rheinturm), Eggegebirge, Herscheid, Hochsauerland (Hunau), Hürtgenwald-Großhau, Köln (Colonius), Langenberg, Lügde-Rischenau (Köterberg), Minden (Jakobsberg), Münster (Fernmeldeturm), Schöppingen, Siegen-Süd, Wesel - Rheinland-Pfalz: Bad Kreuznach (Schanzenkopf), Bad Marienberg (Westerwald), Bornberg, Daun (Eifel), Edenkoben (Kalmit), Heckenbach-Schöneberg (Ahrweiler), Idar-Oberstein, Kaiserslautern, Kettrichhof, Koblenz (Kühkopf), Trier (Petrisberg) - Saarland: Merzig-Merchingen, Saarbrücken (Schoksberg) - Sachsen: Chemnitz, Dresden, Geyer, Leipzig, Löbau, Neustadt, Oschatz, Schöneck, Zwickau Ost - Sachsen-Anhalt: Brocken, Burg, Dequede, Petersberg, Pettstädt (Weißenfels), Schneidlingen, Wittenberg - Schleswig-Holstein: Bungsberg, Flensburg, Heide, Helgoland, Hennstedt, Kiel (Kronshagen), Lübeck (Stockelsdorf), Schleswig, Niebüll (Süderlügum), Westerland (Sylt) - Thüringen: Bleßberg (Sonneberg), Erfurt-Hochheim, Gera, Inselsberg, Jena (Oßmaritz), Kulpenberg, Saalfeld (Remda), Lobenstein (Sieglitzberg), Weimar (Ettersberg) |
| 5D Antenne DE (D__00364)    | DAB-Block von Antenne Deutschland: - 80s80s (72 kbps) - 90s90s (72 kbps) - Absolut Bella (72 kbps) - Absolut Germany (72 kbps) - Absolut HOT (72 kbps) - Absolut Oldie (72 kbps) - Absolut TOP (72 kbps) - AIDAradio (72 kbps) - Ballermann Radio (72 kbps) - Beats Radio (72 kbps) - Brillux Radio (72 kbps) - Nostalgie (72 kbps) - Oldie Antenne (72 kbps) - RTL Radio (72 kbps) - Rock Antenne (72 kbps) - Toggo Radio (72 kbps)                                                  | 10       | ND                                          | - Bayern: Amberg (Hirschau), Bamberg (Geisberg), Ingolstadt (Gelbelsee), Kreuzberg/Rhön, Nürnberg, Ochsenkopf, Pfaffenhofen, Regensburg (Hohe Linie), Würzburg (Frankenwarte) - Berlin: Berlin (Alexanderplatz), Berlin (Scholzplatz) - Brandenburg: Casekow, Cottbus, Pritzwalk - Bremen: Bremen (Walle) - Hamburg: Hamburg (Heinrich-Hertz-Turm) - Mecklenburg-Vorpommern: Rostock (Toitenwinkel), Schwerin (Zippendorf-Gr.Dreesch), Züssow - Niedersachsen: Braunschweig (Broitzem), Cuxhaven-Stadt, Göttingen (Bovenden-Osterberg), Hannover (Telemax), Hildesheim (Sibbesse/Griesberg), Lüneburg-Neu Wendhausen, Molbergen-Peheim, Osnabrück (Bramsche-Schleptruper Egge), Visselhövede - Nordrhein-Westfalen: Bielefeld (Hünenburg), Minden (Jakobsberg) - Sachsen: Dresden, Geyer, Leipzig, Löbau/Schafberg, Oschatz, Schöneck - Sachsen-Anhalt: Brocken, Burg, Petersberg, Wittenberg - Schleswig-Holstein: Flensburg, Heide, Kiel (Kronshagen), Lübeck (Stockelsdorf) - Thüringen: Erfurt-Hochheim, Gera, Inselsberg, Jena (Oßmaritz), Kulpenberg, Lobenstein (Sieglitzberg), Weimar (Ettersberg) |
| 6B MDR S-ANHALT (D__00309)  | DAB-Block des MDR: - MDR Jump (88 kbps) - MDR Kultur (88 kbps) - MDR Tweens (80 kbps) - MDR Sputnik (88 kbps) - MDR Aktuell (72 kbps) - MDR Klassik (112 kbps) - MDR Schlagerwelt (ST) (88 kbps) - MDR Sachsen-Anhalt (DE) (88 kbps) - MDR Sachsen-Anhalt (HAL) (88 kbps) - MDR Sachsen-Anhalt (MD) (88 kbps) - MDR Sachsen-Anhalt (SDL) (88 kbps) - MDR Sachsen-Anhalt EXT (88 kbps) - MDR TPEG (16 kbps) - MDR EPG (24 kbps)                                                        | 10       | ND                                          | Brocken, Burg, Dequede, Eisleben, Erxleben (Haldensleben), Hettstedt, Genthin, Jessen, Klötze, Kulpenberg, Petersberg, Pettstädt (Weißenfels), Schneidlingen, Stendal, Wittenberg, Zeitz |
| 11C S-Anhalt 11C (D__00198) | DAB-Block der Media Broadcast: - Radio Brocken (DE) (72 kbps) - Radio Brocken (MD) (72 kbps) - Radio Brocken (HAL) (72 kbps) - Radio Brocken (ALT) (64 kbps) - Radio SAW (HARZ) (72 kbps) - Radio SAW (HAL) (72 kbps) - Radio SAW (MD) (72 kbps) - Radio SAW (DE) (64 kbps) - Rockland (72 kbps) - 89.0 RTL (88 kbps) - 1A Deutsche Hits (72 kbps) - 89.0 RTL In The Mix (96 kbps) | 10       |                                             | Brocken, Burg, Dequede, Petersberg, Pettstädt (Weißenfels), Schneidlingen, Wittenberg/Gallunberg |